# Músculo oblicuo superior
No debe ser confundido con el músculo oblicuo superior (oblicuo mayor) que hace parte del triángulo posterior del cuello o triángulo suboccipital.
El músculo oblicuo superior del ojo, también llamado Musculus obliquus superior oculi u oblicuo mayor del ojo, es uno de los seis músculos que componen la musculatura extrínseca del ojo, que sirve en conjunto para que este órgano pueda moverse en todas direcciones. Se extiende desde el vértice de la órbita hasta la parte posterior y externa del ojo. 
Nace en la parte posterior de la órbita, desde donde se dirige oblicuamente hacia delante. Antes de alcanzar el reborde orbitario, se introduce en un anillo cartilaginoso que se llama polea de reflexión del oblicuo mayor. Al salir de este anillo, cambia de dirección, rodea la parte superior del ojo y va a fijarse en la porción superior y externa de la mitad posterior del globo ocular. Uno de sus extremos está al fondo de la cavidad orbitaria, va hacia adelante, pasa por un asa fibrosa que se encuentra en un ángulo interior del globo ocular, se devuelve hacia el ojo y se inserta en la parte exterosuperior de este.
El nervio troclear inerva al músculo oblicuo superior, que rota el ojo hacia abajo y medialmente.
Función General: es el eje de rotación del globo ocular y una Función Específica comprende la aducción, cuando el músculo oblicuo superior hace descender al ojo.
Y a la abducción, cuando el músculo oblicuo superior rota al ojo en sentido de las agujas del reloj.  